# クリスチャン・デュゲイ
クリスチャン・デュゲイ（Christian Duguay,  1956年11月30日 - ）は、カナダの映画監督。モントリオール出身。

## 主な監督作品
- スキャナーズ2 Scanners II: The New Order (1991)
- スキャナーズ3 Scanners III: The Takeover (1992)
- ライブ・ワイヤー Live Wire (1992)
- 極寒の1000マイル Snowbound: The Jim and Jennifer Stolpa Story (1994)
- ミリオンダラー・ベイビーズ Million Dollar Babies (1994)
- スクリーマーズ Screamers (1995)
- アサインメント The Assignment (1997)
- ヴァージン・ブレイド ジャンヌ・ダルクの真実 Joan of Arc (1999) テレビ映画
- アート・オブ・ウォー The Art of War (2000)
- EX エックス Extreme Ops (2002)
- ヒットラー Hitler: The Rise of Evil (2003) テレビ映画
- ヒューマン・トラフィック Human Trafficking (2005) テレビ映画
- ミラ・クニス 監禁島 Boot Camp (2008)
- ココ・シャネル Coco Chanel (2008) テレビ映画
- シンデレラ Cenerentola (2011) テレビ映画
- 世界にひとつの金メダル Jappeloup (2013)
- ベル&セバスチャン 新たな旅立ち Belle & Sebastian: The Adventure Continues (2015)